# 埃爾姆斯福德 (紐約州)
埃爾姆斯福德（英語：Elmsford）是位於美國紐約州西徹斯特縣的村。

## 人口
根據2020年美國人口普查的數據，埃爾姆斯福德的面積為2.74平方千米，皆為陸地。當地共有人口5239人，而人口密度為每平方千米1,912人。